# Cum să îți dresezi dragonul 2
Cum să îți dresezi dragonul 2 (engleză How to Train Your Dragon 2) este un film de animație 3D pe computer din anul 2014, produs de DreamWorks Animation și distribuit de 20th Century Fox, bazată pe cartea Cum să îți dresezi dragonul de Cressida Cowell. Este continuarea celebrei pelicule din 2010, Cum să îți dresezi dragonul și al doilea film din trilogia Cum să îți dresezi dragonul. Regia și scenariul sunt semnate de Dean DeBlois, aducând laolaltă voci precum Jay Baruchel, Gerard Butler, Craig Ferguson, America Ferrera, Jonah Hill, Christopher Mintz-Plasse, T.J. Miller și Kristen Wiig alături de noile personaje ale căror voci sunt asigurate de Cate Blanchett, Djimon Hounsou și Kit Harington. Filmul a fost lansat pe 13 iunie 2014, bucurându-se de ovații criticale dintre cele mai alese.
Filmul se petrece la 5 ani ,de la finele primului film, prezentându-i pe Hiccup și prietenii săi ca tineri adolescenți. DeBlois mărturisește într-un interviu: "La finalul primului film, acești vikingi pe care fără doar și poate îi vedeam ca fiind legați de pământ, sunt acum călare pe spinările semeților dragoni, așa că toate semnificațiile ancestrale ale Emisferii Nordice converge acum prin aceștia. Și prin gândurile libertine ale lui Sughiț, gânduri care se extind de la simpla hartă, care îi aduce alături de noi dragoni, și noi culturi, un peisaj psihedelic dătător de viață și speranță pentru toate angoasele oamenilor de azi, sau tinerilor de mâine." Sughiț descoperă ulterior "un conflict imens între oameni și dragoni, vâzându-se în postura de a rezolva această disensiune într-un fel sau altul". Premiera românească a filmului a avut loc în 20 iunie 2014 în 3D varianta dublată și varianta subtitrată, fiind distribuit de Odeon Cineplex.

## Acțiune
Au trecut cinci ani de când vikingii și dragonii trăiesc în bună pace pe insula Berk. În timp ce prietenii lor se întrec în curse pe dragoni, Sughiț și Știrbul sfârtecă cerurile, călătorind unde nimeni din neamul lor n-a mai ajuns. Una din aventurile lor îi aduce la o peșteră plină de dragoni sălbatici conduși de un lider misterios, iar pacea este din nou pusă în pericol. Sughiț și Știrbul trebuie iarăși să lupte pentru ceea ce cred, dându-și seama că numai împreună au puterea de a schimba o dată pentru totdeauna viitorul oamenilor și-al dragonilor deopotrivă.

## Materiale promoționale
McDonald's România a introdus o ediție specială a meniului pentru copii Happy Meal dedicată filmului Cum să îți dresezi dragonul 2. Jucăriile din meniu, ilustrând personajele din film, au fost disponibile în toate restaurantele McDonald's, în limita stocului disponibil, după cum urmează: Știrbul, Gheruțe săltărețe și Spate Zimțat în prima săptămână, 27 iunie-3 iulie 2014,, Gheruțe de înhățat , Coada-Spin și Colț de Foc în săptămână a doua 4-10 iulie, , Arțăgosul și Spaima Norilor în săptămâna a treia 11-17 iulie, iar în cea de-a patra și ultima săptămână, 18-24 iulie, Bestia Albă și Teroarea Teribilă.
Pe canalul oficial de Youtube, DreamWorks Animation, a debutat primul trailer subtitrat, urmând să fie dezvăluite primele 5 minute cu dublaj în română în premieră , ulterior fiind dezvăluit și trailerul oficial dublat în română 